# چیانگ وینگ-سینگ
چیانگ وینگ-سینگ (انگلیسی: Cheung Wing-sing؛ وفات ۱۹۶۰ میلادی) همسر ییپ من، استاد مشهور کونگ فوی سبک وینگ‌چون بود.
بنا به اظهار پسرشان ییپ چون، او هرگز در زندگی با همسرش ییپ من مشاجره و دعوا ننمود و یک زن سنتی چینی صبور، موقر و یاور همسر بود.